# Władysław głogowski
Władysław (Włodko) (ur. ok. 1420, zm. w lutym (około 14) 1460) – książę cieszyński i głogowsko-ścinawski od 1431 (do 1442 razem z braćmi), w wyniku podziału połowa Głogowa i Ścinawy.
Władysław był drugim pod względem starszeństwa synem księcia cieszyńskiego Bolesława I i Eufemii mazowieckiej. Od 1431 (tj. od śmierci ojca) do 1442 sprawował władzę w Księstwie Cieszyńskim wraz z matką i braćmi. Po podziale księstwa w dniu 29 listopada 1442 Władysław objął Głogów z częścią księstwa i nosił odtąd tytuły księcia cieszyńskiego i głogowskiego.
Miał niewielkie związki z polityką Cieszyna (właściwie jedyną aktywność w tym rejonie stanowiła zgoda na sprzedaż księstwa siewierskiego przez brata Wacława w 1443), związał się za to z przynależnym mu Głogowem.
W grudniu 1444 pojął za żonę Małgorzatę (zm. 1480), córkę Hermana III, hrabiego Celje. Małżeństwo to pozostało bezdzietne.
Przejawem uczestnictwa Władysława w życiu politycznym epoki był jego wyjazd w 1447 do Krakowa, gdzie uczestniczył w koronacji Kazimierza Jagiellończyka na króla Polski.
W 1452 książę głogowski wziął udział w podróży do Włoch, gdzie m.in. odwiedził Pizę. Kazał tam odnowić grobowiec zmarłego 1355 w tym mieście Władysława cieszyńskiego.
Zaangażował się w spór pomiędzy książętami dolnośląskimi a królem Czech, Jerzym z Podiebradów, stając po stronie tego ostatniego. 24 sierpnia 1459 wraz z innymi władcami ze Śląska złożył hołd lenny Jerzemu w Świdnicy. W szeregach króla czeskiego walczył następnie pod Wrocławiem. W czasie oblężenia tego miasta 1 października 1459 został ciężko ranny. Na skutek ran zmarł około 14 lutego 1460, nie pozostawiając potomstwa.
Należąca do Władysława połowa księstwa głogowskiego została podzielona pomiędzy jego brata, księcia Przemysława II (który faktycznie przejął całość władzy), i wdowę Małgorzatę, która do śmierci w 1480 musiała bronić swego spadku przed zaborczym Janem II, księciem żagańskim.